# Радишићи
Радишићи су насељено мјесто у Босни и Херцеговини у општини Љубушки које административно припада Федерацији Босне и Херцеговине. Према попису становништва из 1991. у насељу је живјело 2.502 становника.

## Становништво
| Националност       | 1991.          | 1981.          | 1971.          |
| Хрвати             | 2.450 (97,92%) | 2.388 (99,00%) | 2.369 (99,41%) |
| Муслимани          | 14 (0,55%)     | 1 (0,04%)      | 5 (0,20%)      |
| Срби               | 4 (0,15%)      | 3 (0,12%)      | 2 (0,08%)      |
| Југословени        | 7 (0,27%)      | 7 (0,29%)      | 2 (0,08%)      |
| остали и непознато | 27 (1,07%)     | 13 (0,53%)     | 5 (0,20%)      |
| Укупно             | 2.502          | 2.412          | 2.383          |